# Centrum (Belgische streek)

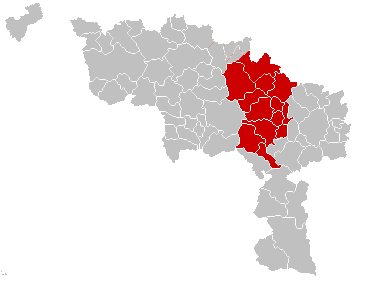
Ligging van het Centrum in Henegouwen

Het Centrum (Frans: Centre) is een streek in de Belgische provincie Henegouwen. De streek bevindt zich tussen de agglomeraties van Bergen en Charleroi. Het centrum van het Centrum wordt gevormd door de stad La Louvière. Lange tijd was dit gebied een zeer landelijke streek tussen beide voornoemde steden in. Pas met de ontdekking van steenkool in het gebied kwam er met de industrie een enorme bevolkingstoename. 
De naam Centre is afkomstig van het Centrumbekken, een steenkoolbekken dat tussen het steenkoolbekken van Charleroi in het oosten en dat van de Borinage in het westen is gelegen. Het was een van de belangrijkste mijnsites van Wallonië. Door de ontwikkelende industrialisatie in de 19de eeuw, met de aanleg van wegen, spoorlijnen en kanalen, kon het gebied rond La Louvière zich verder ontwikkelen. Naast steenkoolmijnen ontstond er siderurgie (ijzerertsverwerking), metaalconstructie, chemische industrie, houtverwerking en fabrieken voor glas, keramiek, confectie, cement en bouwmaterialen. In de jaren 1950 en 1960 liep de steenkoolproductie sterk terug en verdween uiteindelijk helemaal. 

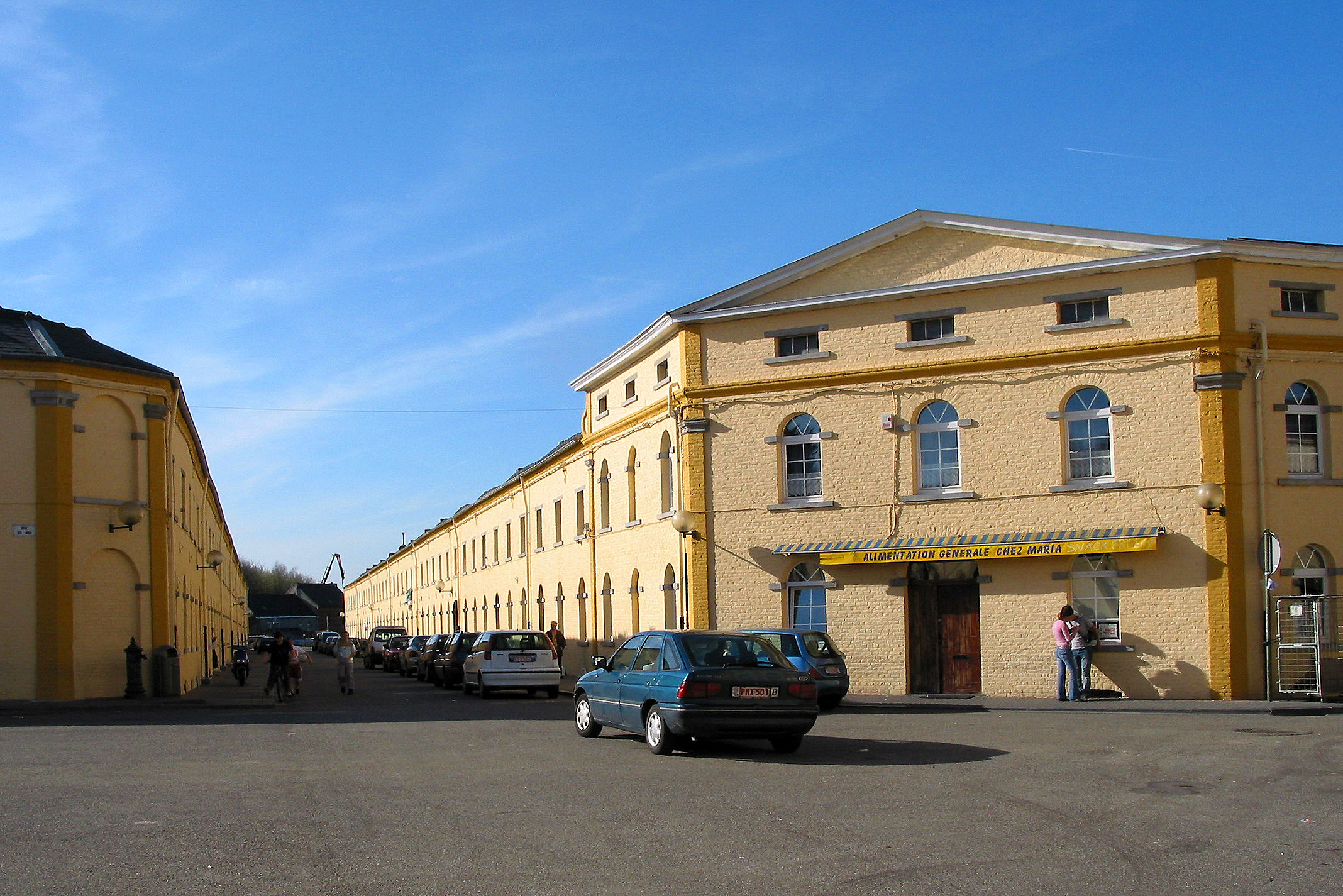
Complex van "Bois-du-Luc" (1838-1853)

Normaal rekent men volgende gemeenten tot het Centrum:
- Anderlues
- Binche
- 's-Gravenbrakel (Frans: Braine-le-Comte)
- Chapelle-lez-Herlaimont
- Écaussinnes
- Estinnes
- La Louvière
- Le Rœulx
- Manage
- Merbes-le-Château
- Morlanwelz
- Seneffe
- Zinnik (Frans: Soignies)

Deze gemeenten zijn ook gegroepeerd in de stedelijke gemeenschap van het Centrum (Frans: communauté urbaine du Centre).